# クリスチャン・エストロジ
クリスチャン・エストロジ (Christian Estrosi、1955年7月1日 - ) は、フランスの政治家。ニース出身のイタリア系フランス人。
エストロジはイタリア系と言ってもニース生まれニース育ちで有り、19世紀にフランス領となったニースは今でもイタリア系住民が多い。
2016年まで共和党所属の国民議会議員であり、2008年からニース市長も兼務した（2016年まで）。2016年6月よりニース第一副市長。2017年5月、ニース市長選挙で再選。ニコラ・サルコジの支持者である。2022年9月16日、エドゥアール・フィリップ元首相率いる政党「地平線」の副代表に選出された。
2009年から2010年までは、フランソワ・フィヨン内閣で産業担当大臣を務めた。また2008年12月まではアルプ＝マリティーム県の県議会議長（公選県知事）も務めた。
政治家になる前、エストロジはオートバイレーサーとしてロードレース世界選手権等で活躍しており、1978年のフランスGP500ccクラスのレースでベストリザルトの4位を記録している。

## 政治家としての経歴

### 閣僚職
産業担当大臣 : 2009年 - 2010年
海外県・海外領土担当副大臣 : 2007年 - 2008年
国土開発担当大臣 : 2005年 - 2007年

### 被選挙職

#### 国民議会
国民議会議員（第5選挙区）: 1988年 - 1993年 (辞職) / 1997年 - 2005年 (2005年に大臣就任) / 2007年に再選されるが、大臣職に留まる / 2008年 - 2009年 (2009年に大臣就任) / 2010年 - 。 1988年初当選、1993年、1997年、2002年、2007年、2008年、2010年、2012年再選。

#### 地域圏議会
プロヴァンス＝アルプ＝コート・ダジュール地域圏議会副議長 : 1992年 - 1998年
プロヴァンス＝アルプ＝コート・ダジュール地域圏議会議員 : 1992年 - 2002年 (辞職)。 1998年再選。

#### 県議会
アルプ＝マリティーム県議会議長 : 2003年 - 2008年
アルプ＝マリティーム県議会副議長 : 2001年 - 2003年
アルプ＝マリティーム県議会議員 : 1985年 - 1993年 (辞職) / 2001年 - 2009年 (辞職)。 1992年、2001年、2008年再選。

#### 市議会
ニース市長 : 2008年 - 2016年、2017年 - 
ニース第一副市長 : 2016年 - 
ニース市議会議員 : 1983年 - 1990年 (辞職) / 2008年 - 。 1989年、2008年再選。

#### 都市共同体議会
ニース・コートダジュール都市共同体議会議長 : 2008年 - 
ニース・コートダジュール都市共同体議会議員 : 2008年 -
メトロポール・ニース・コート・ダジュール議会議長 : 2012年 -

## オートバイレーサーとしての経歴
- 1972年
  - 17歳、ポール・リカールにおいて250ccマシンでの初レースで5位入賞。
- 1974年
  - ツール・ド・フランス・モト : 一時トップを走行（結果はギアボックス破損でリタイヤ）。
- 1975年
  - ボルドール24時間耐久レース : カワサキの1000ccマシンで2位表彰台に立つ。
  - FIM 750ccヨーロッパ選手権 : ヤマハの4気筒マシンで参戦、マニクールで2位表彰台獲得、年間ランキング17位。
- 1976年
  - ムジェロ1000km耐久 : ドゥカティのマシンを駆って2位。
  - FIM 750ccヨーロッパ選手権 : ノガロで優勝、年間ランキング8位。
- 1977年
  - FIM 750cc世界選手権 : ディジョンで優勝、年間ランキング12位。
- 1978年
  - ロードレース世界選手権 500ccクラス : フランスGP（ノガロ）で4位入賞。
  - FIM 750cc世界選手権 : ハラマとアッセンで4位入賞、年間ランキング8位[3]。
- 1979年
  - FIM 750cc世界選手権 : ノガロでの2レースで2位・3位を記録、年間ランキング17位
- 1983年
  - レースから引退
- 2004年、2005年
  - 古いレーシングマシンによるレースイベント「クーペ・モト・レジェンデ」に参加。

### ロードレース世界選手権 戦績
1969年から1987年までのポイントシステム
| 順位     | 1  | 2  | 3  | 4 | 5 | 6 | 7 | 8 | 9 | 10 |
| ポイント | 15 | 12 | 10 | 8 | 6 | 5 | 4 | 3 | 2 | 1  |

- 凡例
- ボールド体のレースはポールポジション、イタリック体のレースはファステストラップを記録。

| シーズン | クラス | バイク   | 1      | 2      | 3      | 4     | 5      | 6      | 7     | 8     | 9      | 10     | 11     | 12    | 13    | 14    | ポイント | シリーズ順位 |
| -------- | ------ | -------- | ------ | ------ | ------ | ----- | ------ | ------ | ----- | ----- | ------ | ------ | ------ | ----- | ----- | ----- | -------- | ------------ |
| 1976     | 500cc  | スズキ   | FRA -  | AUT -  | ITA -  |       | IOM -  | NED -  | BEL - | SWE - | FIN 8  | CZE -  | GER -  |       |       |       | 3        | 34位         |
| 1977     | 500cc  | スズキ   | VEN 8  | AUT -  | GER -  | ITA 8 |        | FRA -  |       | NED - | BEL -  | SWE -  | FIN -  | CZE - | GBR - |       | 6        | 21位         |
| 1978     | 500cc  | スズキ   | VEN -  | SPA 8  | AUT -  | FRA 4 | ITA -  | NED -  | BEL - | SWE - | FIN -  | GBR -  | GER -  | CZE - | YUG - |       | 11       | 15位         |
| 1979     | 250cc  | カワサキ | VEN -  |        | GER -  | ITA - | SPA 4  | YUG 7  | NED - | BEL - | SWE 6  | FIN -  | GBR 9  | CZE - | FRA - |       | 19       | 12位         |
| 1979     | 350cc  | カワサキ | VEN 6  | AUT -  | GER 5  | ITA - | SPA -  | YUG -  | NED - | BEL - | SWE -  | FIN 6  | GBR -  | CZE - | FRA - |       | 16       | 13位         |
| 1980     | 500cc  | スズキ   | ITA 8  | SPA -  | FRA -  |       | NED -  | BEL -  | FIN - | GBR - | CZE -  | GER -  |        |       |       |       | 3        | 19位         |
| 1981     | 250cc  | ペルノ   | ARG -  |        | GER -  | ITA 9 | FRA 10 | SPA -  |       | NED - | BEL -  | RSM 7  | GBR -  | FIN - | SWE 6 | CZE - | 12       | 17位         |
| 1982     | 250cc  | ペルノ   |        |        | FRA -  | SPA - | ITA 5  | NED -  | BEL - | YUG - | GBR 9  | SWE 5  | FIN -  | CZE 7 | RSM - | GER 6 | 23       | 11位         |
| 1983     | 250cc  | ペルノ   | RSA 17 | FRA 17 | ITA NC | GER - | SPA NC | AUT 16 | YUG - | NED 8 | BEL 12 | GBR NC | SWE NC |       |       |       | 3        | 25位         |